# Prima battaglia di Machecoul
La prima battaglia di Machecoul è stata una battaglia della prima guerra di Vandea combattuta il 22 aprile 1793 a Machecoul.

## La battaglia
Il 20 aprile, il generale Jean-Michel Beysser uscì da Nantes alla testa di 2 700 uomini, di cui 200 cavalieri. Aveva ricevuto l'ordine dal generale Canclaux di andare verso di Challans per unirsi al generale Henri de Boulard, dell'esercito delle coste di La Rochelle. Tuttavia Beysser era in ritardo e il 20 aprile, su ordine di Jean-Louis Carra, il generale Boulard aveva lasciato Challans per ritornare a Les Sables-d'Olonne, permettendo così a François Charette di rifugiarsi più a sud, a Machecoul.
Dopo un primo combattimento a Port-Saint-Père, il 22 aprile, Beysser attaccò Machecoul, difesa da circa 2 000-3 000 soldati comandati da François Charette. Il morale dei vandeani era tuttavia basso e questi fuggirono appena i repubblicani li caricarono.
Così, il 29 aprile a Bourgneuf-en-Retz, si poté lanciare un attacco contro i vandeani che minacciavano i 200 repubblicani comandati dall'ammiraglio Louis Thomas Villaret de Joyeuse sbarcati a Noirmoutier. Il secondo di Beysser, il generale aiutante Boisguyon fu in seguito inviato ad occupare Challans.